# Lavausseau

Lavausseau este o comună în departamentul Vienne, Franța. În 2009 avea o populație de 800 de locuitori.